# WrestleMania XV
Wrestlemania XV est la quinzième édition de WrestleMania, l'évènement phare de la fédération américaine de catch (Lutte Professionnelle) World Wrestling Entertainment. Cette rencontre s'est déroulée le 28 mars 1999 au First Union Center de Philadelphie, Pennsylvanie.
Le groupe Boyz II Men a chanté America the Beautiful avant le show. 
Les autres célébrités présentes étaient Pete Rose, Butterbean, Vinny Pazienza, Chuck Wepner, Kevin Rooney, Isaac Hayes et Big Pun.
Le logo de cette édition de WrestleMania était le dernier à utiliser la police de caractères originale du logo, datant du premier opus de WrestleMania donné en 1985. Cependant, cette police de caractères était de nouveau utilisée sept ans plus tard, pour le logo de WrestleMania 22.

## Résultats
| #                                                          | Résultats | Stipulations                                                                  | Commentaires | Durée |
| ---------------------------------------------------------- | --- | ----------------------------------------------------------------------------- | --- | ----- |
| Sunday Night Heat match                                    | Jacqueline (avec Terri Runnels) bat Ivory | Match simple                                                                  | - Jacqueline a effectué le tombé sur Ivory après une Back Suplex Drop. Par la suite, Terri brulait une partie du visage d'Ivory avec un cigare dans une bagarre d'après match. | 01:23 |
| Sunday Night Heat match Bataille royale                    | D'Lo Brown bat Test, Steve Blackman, Bradshaw, Brian Christopher, 8-Ball, Skull, Droz, Faarooq, Gillberg, The Godfather, Jeff Hardy, Matt Hardy, Hawk, Animal, Mideon, Rocco Rock, Johnny Grunge, Tiger Ali Singh, Scott Taylor et Viscera | Bataille royale                                                               | - Test et D'Lo Brown remportaient le match, les deux derniers hommes restant décrochant une chance au Championnat par équipe de la WWF plus tard dans la soirée. | 04:14 |
| 1                                                          | Hardcore Holly bat Billy Gunn (c) et Al Snow | match Hardcore pour le Championnat Hardcore de la WWF                         | - Holly a effectué le tombé sur Snow après que Gunn eut porté un Fameasser à Snow directement sur une chaise, et mis Gunn KO par la suite avec une autre chaise. | 07:07 |
| 2                                                          | Owen Hart et Jeff Jarrett (c) (avec Debra) battent Test et D'Lo Brown (avec Ivory) | Match par équipe pour le Championnat par équipe de la WWF                     | - Jarrett a effectué le tombé sur Brown après un dropkick d'Owen sur Brown, renversé par Jarrett en roll-up. - Ivory était de nouveau attaquée par Jacqueline et Terri. | 03:59 |
| 3                                                          | Butterbean bat Bart Gunn (avec Vinny Paz en tant qu'arbitre spécial) | Brawl for All match                                                           | - Lewis mettait KO Gunn en 35 secondes dans la première reprise avec une droite. - Les juges du Brawl for All étaient Gorilla Monsoon, Chuck Wepner, et Kevin Rooney. - Ce match fut le dernier de Bart Gunn à la WWF... avant une courte apparition 8 ans plus tard. | 00:35 |
| 4                                                          | Mankind bat The Big Show par disqualification | Match désignant l'arbitre spécial du match de tête d'affiche                  | - Big Show fut disqualifié après avoir porté un chokeslam sur Mankind à travers deux chaises. - Le vainqueur du match devait être l'arbitre spécial du Main-Event. | 06:52 |
| 5                                                          | Road Dogg (c) bat Ken Shamrock, Goldust (avec The Blue Meanie et Ryan Shamrock) et Val Venis | Match à quatre par élimination pour le Championnat Intercontinental de la WWF | - Shamrock et Venis étaient éliminés par décompté à l'extérieur après s'être bagarrés en dehors du ring. - Road Dogg a effectué le tombé sur Goldust. | 09:46 |
| 6                                                          | Kane bat Triple H par disqualification | Match simple                                                                  | - Triple H fut disqualifié après que Chyna se retourna contre Kane en l'attaquant avec une chaise. Triple H et Chyna se réunissaient ensemble par la suite. | 11:32 |
| 7                                                          | Sable (c) bat Torrie | Match simple pour le Championnat féminin de la WWF                            | - Sable a effectué le tombé sur Torrie avec un Sable Bomb après que Tori était attaquée par la débutante Nicole Bass. | 05:08 |
| 8                                                          | Shane McMahon (c) (avec Test) bat X-Pac | Match simple pour le Championnat européen de la WWF                           | - McMahon a effectué le tombé sur X-Pac après une intervention de Triple H qui se retournait contre X-Pac et lui portait son Pedigree. Une bagarre entre la Corporation de Vince McMahon et la D-Generation X se déroulait en coulisse jusqu'à ce que Kane se pointe et chasse les membres de la Corporation. | 08:42 |
| 9                                                          | The Undertaker (avec Paul Bearer) bat The Big Boss Man | Hell in a Cell match                                                          | - Undertaker a effectué le tombé sur Big Boss Man après un Tombstone Piledriver. - Ce match amenait la série d'invincibilité de l'Undertaker à WrestleMania à 8-0. | 09:48 |
| 10                                                         | Stone Cold Steve Austin bat The Rock(c) (avec Mankind en tant qu'arbitre spécial) | Match sans disqualification pour le Championnat de la WWF                     | - Austin a effectué le tombé sur The Rock après un Stone Cold Stunner. Par la suite, Austin faisait un beer bash avec l'arbitre du combat, Earl Hebner, et délivrait un dernier Stunner à Vince McMahon. - Vince McMahon faisait une annonce, déclarant que Mankind et le Big Show étaient tous les deux incapables d'arbitrer le main-event, et qu'il serait donc l'arbitre spécial à la place. Mais avant que Vince McMahon ne puisse se déclarer lui-même arbitre, le Commissionnaire de la WWF Shawn Michaels venait et empêchait celui-ci d'arriver, disant que seul lui peut décider de l'arbitre du match. Il a aussi banni le clan de McMahon du bord du ring, excepté Vince McMahon lui-même (du fait qu'il ne pouvait plus poser ses mains sur Austin). | 16:53 |
| (c) désigne le champion défendant son titre dans le match. | |                                                                               | |       |